# 山郷村 (福島県)
山郷村（やまさとむら、さんごうむら）は福島県耶麻郡にあった村。現在の喜多方市高郷町各町のうち阿賀川以北にあたる。

## 地理
- 山：風越山、富士山、鳥屋峠山
- 河川：阿賀川

## 歴史
- 1889年（明治22年）4月1日 - 町村制の施行により、磐見村、上郷村、揚津村の区域をもって発足。
- 1955年（昭和30年）3月31日 - 河沼郡高寺村・新郷村・千咲村と合併して河沼郡高郷村が発足。同日山郷村廃止。

## 交通

### 鉄道路線
- 日本国有鉄道
  - 磐越西線
    - 荻野駅